# Палм Бийч (окръг)
Окръг Палм Бийч (на английски: Palm Beach County) е окръг в щата Флорида, Съединени американски щати. Площта му е 6180 km², а населението – 1 351 236 души. Административен център е град Уест Палм Бийч.